# 1360
Il 1360 (MCCCLX in numeri romani) è un anno bisestile del XIV secolo.

## Eventi
- 8 maggio - Siglata la Pace di Brétigny (Guerra dei Cent'anni): L'accordo consentiva una tregua di nove anni nel corso della guerra dei cent'anni, segnando la fine della prima fase dello scontro.
- Il re Valdemaro IV di Danimarca conquista la provincia svedese della Scania.
- Villa Ruspoli (Firenze) che si trova alla Pietra - Firenze - fu costruita dai Minerbetti.

## Nati
- 18 febbraio - Giovanni di Bicci de' Medici, banchiere italiano († 1429)
- 24 febbraio - Amedeo VII di Savoia, nobile († 1391)
- 31 marzo - Filippa di Lancaster, nobile inglese († 1415)
- 2 maggio - Yongle, imperatore cinese († 1424)
- 24 giugno - Nuno Álvares Pereira, militare, religioso e santo portoghese († 1431)
- 7 luglio - Giovanni da San Miniato, militare e religioso italiano († 1428)
- 8 luglio - Manuele Crisolora, umanista bizantino († 1415)
- 10 agosto - Francesco Zabarella, giurista, cardinale e vescovo cattolico italiano († 1417)
- Arnaud Guillaume de Barbazan, condottiero francese († 1431)
- Gasparino Barzizza, umanista, pedagogista e filologo classico italiano († 1431)
- Bayezid I, sultano ottomano († 1403)
- Dorotea Bucca, filosofa e scienziata italiana († 1436)
- Manuele Caleca, monaco cristiano, letterato e teologo bizantino († 1410)
- Facino Cane, condottiero italiano († 1412)
- Leonardo Dati, umanista italiano († 1425)
- Margherita Datini, italiana († 1423)
- Agostino Favaroni, arcivescovo cattolico italiano († 1443)
- Giovanni I di Merlau, abate tedesco († 1440)
- Bartolomeo Gozadori, medico italiano († 1405)
- Antonio Guarco, doge († 1405)
- Giacomo Isolani, cardinale italiano († 1431)
- Ulrich von Jungingen, cavaliere medievale tedesco († 1410)
- Margherita del Monferrato, nobile († 1420)
- Nicholas von Renys, condottiero prussiano († 1411)
- Ottone III del Monferrato, marchese italiano († 1378)
- Agnolo Pandolfini, politico italiano († 1446)
- Nicola di Clémanges, umanista, teologo e latinista francese († 1430)
- Andrej Rublëv, pittore russo († 1430)
- Floriano Sampieri, giurista italiano († 1441)
- Klaus Störtebeker, pirata tedesco († 1401)
- Ulrich Walker, politico e militare svizzero († 1427)
- Guillaume de Vienne, nobile francese († 1434)
- Paolo di Castro, giurista italiano († 1441)

## Morti
- 18 gennaio - Luigi I Gonzaga (n. 1268)
- 29 gennaio - Villana delle Botti, religiosa italiana (n. 1332)
- 2 febbraio - Ruggero Mortimer, II conte di March, nobile britannico
- 27 marzo - Andrea di Antiochia, religioso normanno (n. 1268)
- 18 maggio - Gerardo di Berg, nobile tedesco
- 9 giugno - Gerard Lisle, I barone Lisle, nobile e cavaliere medievale britannico
- 24 giugno - Ismaʿil II di Granada, sultano (n. 1338)
- 14 settembre - Alberico da Rosciate, giurista, letterato e ambasciatore italiano (n. 1290)
- 29 settembre - Giovanna I d'Alvernia, contessa francese (n. 1326)
- 4 novembre - Elisabetta de Clare, nobile britannica (n. 1295)
- 26 novembre - Delfina di Signe, nobildonna francese
- 2 dicembre - John de Beauchamp, I barone Beauchamp, nobile e militare inglese (n. 1316)
- 26 dicembre - Thomas Holland, I conte di Kent, conte inglese (n. 1314)
- Davide IX di Georgia, re
- Giacomo II Caetani dell'Aquila, nobile italiano
- Eric I di Sassonia-Lauenburg, duca (n. 1280)
- Ortensia di Guglielmo, poetessa italiana
- Isabella di Brienne, contessa
- Jacopo da Bologna, compositore italiano
- Nauruz Bek, condottiero mongolo
- Nicola III di Werle, principe
- Guglielmo Pallavicino, militare e politico italiano
- Qulpa, condottiero mongolo
- Rudolf von Erlach, cavaliere medievale e condottiero svizzero
- Vitale da Bologna, pittore italiano (n. 1310)
- Robert de Waurin, militare francese
- Xu Shouhui, generale cinese
- Tolberto IV da Camino, nobile e giudice italiano
- Giovanni da Valente, doge (n. 1280)
- Pietro de Pino, arcivescovo cattolico italiano

## Calendario
| Calendario 1360 | Calendario 1360 | Calendario 1360 | Calendario 1360 | Calendario 1360 | Calendario 1360 | Calendario 1360 | Calendario 1360 | Calendario 1360 | Calendario 1360 | Calendario 1360 | Calendario 1360 | Calendario 1360 | Calendario 1360 | Calendario 1360 | Calendario 1360 | Calendario 1360 | Calendario 1360 | Calendario 1360 | Calendario 1360 | Calendario 1360 | Calendario 1360 | Calendario 1360 | Calendario 1360 | Calendario 1360 | Calendario 1360 | Calendario 1360 | Calendario 1360 | Calendario 1360 | Calendario 1360 | Calendario 1360 | Calendario 1360 | Calendario 1360 |
| --------------- | --------------- | --------------- | --------------- | --------------- | --------------- | --------------- | --------------- | --------------- | --------------- | --------------- | --------------- | --------------- | --------------- | --------------- | --------------- | --------------- | --------------- | --------------- | --------------- | --------------- | --------------- | --------------- | --------------- | --------------- | --------------- | --------------- | --------------- | --------------- | --------------- | --------------- | --------------- | --------------- |
|                 | 1               | 2               | 3               | 4               | 5               | 6               | 7               | 8               | 9               | 10              | 11              | 12              | 13              | 14              | 15              | 16              | 17              | 18              | 19              | 20              | 21              | 22              | 23              | 24              | 25              | 26              | 27              | 28              | 29              | 30              | 31              |                 |
| Gennaio         | Me              | Gi              | Ve              | Sa              | Do              | Lu              | Ma              | Me              | Gi              | Ve              | Sa              | Do              | Lu              | Ma              | Me              | Gi              | Ve              | Sa              | Do              | Lu              | Ma              | Me              | Gi              | Ve              | Sa              | Do              | Lu              | Ma              | Me              | Gi              | Ve              |                 |
| Febbraio        | Sa              | Do              | Lu              | Ma              | Me              | Gi              | Ve              | Sa              | Do              | Lu              | Ma              | Me              | Gi              | Ve              | Sa              | Do              | Lu              | Ma              | Me              | Gi              | Ve              | Sa              | Do              | Lu              | Ma              | Me              | Gi              | Ve              | Sa              |                 |                 |                 |
| Marzo           | Do              | Lu              | Ma              | Me              | Gi              | Ve              | Sa              | Do              | Lu              | Ma              | Me              | Gi              | Ve              | Sa              | Do              | Lu              | Ma              | Me              | Gi              | Ve              | Sa              | Do              | Lu              | Ma              | Me              | Gi              | Ve              | Sa              | Do              | Lu              | Ma              |                 |
| Aprile          | Me              | Gi              | Ve              | Sa              | Do              | Lu              | Ma              | Me              | Gi              | Ve              | Sa              | Do              | Lu              | Ma              | Me              | Gi              | Ve              | Sa              | Do              | Lu              | Ma              | Me              | Gi              | Ve              | Sa              | Do              | Lu              | Ma              | Me              | Gi              |                 |                 |
| Maggio          | Ve              | Sa              | Do              | Lu              | Ma              | Me              | Gi              | Ve              | Sa              | Do              | Lu              | Ma              | Me              | Gi              | Ve              | Sa              | Do              | Lu              | Ma              | Me              | Gi              | Ve              | Sa              | Do              | Lu              | Ma              | Me              | Gi              | Ve              | Sa              | Do              |                 |
| Giugno          | Lu              | Ma              | Me              | Gi              | Ve              | Sa              | Do              | Lu              | Ma              | Me              | Gi              | Ve              | Sa              | Do              | Lu              | Ma              | Me              | Gi              | Ve              | Sa              | Do              | Lu              | Ma              | Me              | Gi              | Ve              | Sa              | Do              | Lu              | Ma              |                 |                 |
| Luglio          | Me              | Gi              | Ve              | Sa              | Do              | Lu              | Ma              | Me              | Gi              | Ve              | Sa              | Do              | Lu              | Ma              | Me              | Gi              | Ve              | Sa              | Do              | Lu              | Ma              | Me              | Gi              | Ve              | Sa              | Do              | Lu              | Ma              | Me              | Gi              | Ve              |                 |
| Agosto          | Sa              | Do              | Lu              | Ma              | Me              | Gi              | Ve              | Sa              | Do              | Lu              | Ma              | Me              | Gi              | Ve              | Sa              | Do              | Lu              | Ma              | Me              | Gi              | Ve              | Sa              | Do              | Lu              | Ma              | Me              | Gi              | Ve              | Sa              | Do              | Lu              |                 |
| Settembre       | Ma              | Me              | Gi              | Ve              | Sa              | Do              | Lu              | Ma              | Me              | Gi              | Ve              | Sa              | Do              | Lu              | Ma              | Me              | Gi              | Ve              | Sa              | Do              | Lu              | Ma              | Me              | Gi              | Ve              | Sa              | Do              | Lu              | Ma              | Me              |                 |                 |
| Ottobre         | Gi              | Ve              | Sa              | Do              | Lu              | Ma              | Me              | Gi              | Ve              | Sa              | Do              | Lu              | Ma              | Me              | Gi              | Ve              | Sa              | Do              | Lu              | Ma              | Me              | Gi              | Ve              | Sa              | Do              | Lu              | Ma              | Me              | Gi              | Ve              | Sa              |                 |
| Novembre        | Do              | Lu              | Ma              | Me              | Gi              | Ve              | Sa              | Do              | Lu              | Ma              | Me              | Gi              | Ve              | Sa              | Do              | Lu              | Ma              | Me              | Gi              | Ve              | Sa              | Do              | Lu              | Ma              | Me              | Gi              | Ve              | Sa              | Do              | Lu              |                 |                 |
| Dicembre        | Ma              | Me              | Gi              | Ve              | Sa              | Do              | Lu              | Ma              | Me              | Gi              | Ve              | Sa              | Do              | Lu              | Ma              | Me              | Gi              | Ve              | Sa              | Do              | Lu              | Ma              | Me              | Gi              | Ve              | Sa              | Do              | Lu              | Ma              | Me              | Gi              |                 |